# The Fabulous Little Richard
| Recensione | Giudizio |
| ---------- | -------- |
| AllMusic   | [ 1 ]    |

The Fabulous Little Richard è il terzo album del cantante statunitense Little Richard, pubblicato nel marzo 1959.
Nel 2013, David Bowie lo inserì nell'elenco dei suoi 25 album preferiti, "Confessions of a Vinyl Junkie".

## Il disco
Distribuito diciassette mesi dopo aver lasciato l'etichetta Specialty Records, Richard tornò alla religione e voltò le spalle alla musica che lo rese famoso. Anche se avrebbe annullato brevemente quella decisione nel 1962, e sporadicamente durante la sua carriera, quest'album segnò la fine del suo periodo di punta. Al fine di rendere il disco più accessibile agli ascoltatori, oltre la metà delle tracce presentava un gruppo di supporto femminile sovrainciso. Il disco è stato assemblato includendo gli out-take e altri avanzi di studio, che hanno visto Richard in uno stile un po' più morbido.
Richard ebbe una visione di un aereo in fiamme e lo prese come un segno da parte di Dio di abbandonare il business show. Nel 1957 ricordò: "Erano trascorsi dieci giorni di tour, ma non lavoravo più. I biglietti sono stati acquistati sulla base di un tour di due settimane, ma ho chiesto di tornare negli States con tutto l'entourage con dieci giorni di anticipo. La cosa incredibile è che l'aereo su cui originariamente era previsto il ritorno si è schiantato nell'Oceano Pacifico. È quando ho sentito che Dio mi aveva davvero ispirato a fare le cose che facevo in quel momento".
Le note di copertina dell'album osservarono che Little Richard "al momento è profondamente assorbito in attività religiose, sacrificando così i milioni di dollari che potrebbe guadagnare attraverso le apparizioni personali in televisione, nei film e nei concerti". Le note sostennero anche che le tracce sovraincise erano la decisione di Little Richard, affermando che "Little Richard ha aggiunto la voce su molti di questi pezzi, avvicinandolo al tipo di canto in chiesa con cui è cresciuto, e al quale sta ora tornando".
Il brano Kansas City presentava anche i testi del suo Hey-Hey-Hey-Hey!, che i Beatles dovettero accreditare all'album dopo averlo copiato per Beatles for Sale e non averlo pubblicato in appendice. È interessante notare che questa versione di successo di Richard fu inizialmente attribuita solo a Leiber e Stoller, sebbene i testi siano completamente diversi.
Sei mesi dopo l'uscita di quest'album, Richard iniziò a registrare musica gospel, un genere in cui continuò - a parte una breve esperienza con l'etichetta Little Star Records nel 1962 - per i successivi quattro anni. Nell'aprile del 1963 entrò nello studio di Sam Cooke per iniziare a registrare nuovi brani per la Specialty. Il ritorno ufficiale alla Specialty avvenne nel marzo del 1964 e con una canzone di Cooke provata nel 1963.

## Tracce
Testi e musiche di Penniman, tranne ove indicato.
Lato 1
1. Shake a Hand - 2:49 (Morris)
2. Chicken Little Baby - 1:59
3. All Night Long - 2:12
4. The Most I Can Offer - 2:19
5. Lonesome and Blue - 2:15
6. Wonderin' - 2:47
7. She Knows How to Rock - 1:59

Lato 2
1. Kansas City - 2:38 (testo: Leiber - musica: Stoller)
2. Directly from My Heart - 2:18
3. Maybe I'm Right - 2:07
4. Early One Morning - 2:13
5. I'm Just a Lonely Guy - 2:36 (LaBostrie)
6. Whole Lotta Shakin' Going On - 1:51 (Williams, David)

## Formazione
- Little Richard - voce, pianoforte
- Edgar Blanchard - chitarra
- Frank Fields - basso
- Lee Allen - sassofono tenore
- Alvin Tyler - sassofono baritono
- Earl Palmer - batteria